# Robbie Earl
Robert Wayne Earl (* 2. Juni 1985 in Chicago, Illinois) ist ein US-amerikanischer Eishockeyspieler, der zuletzt bis zum Saisonende 2020/21 bei den SCL Tigers in der National League unter Vertrag stand. Zuvor spielte Earl einige Partien für die Toronto Maple Leafs und Minnesota Wild in der National Hockey League.

## Karriere
Robbie Earl wurde zwar in Chicago geboren, wuchs aber in Los Angeles bei seinen Großeltern auf. Dort erlernte er bei den Jr. Kings, einer Jugendmannschaft der NHL-Organisation der Los Angeles Kings, das Eishockeyspielen. Im Alter von 16 Jahren wurde der Angriffsspieler in das Nachwuchsprogramm von USA Hockey, dem USA Hockey National Team Development Program aufgenommen und spielte dort vor allem für die U18-Mannschaft in der North American Hockey League.

### College-Meistertitel, AHL und NHL (2003–2011)

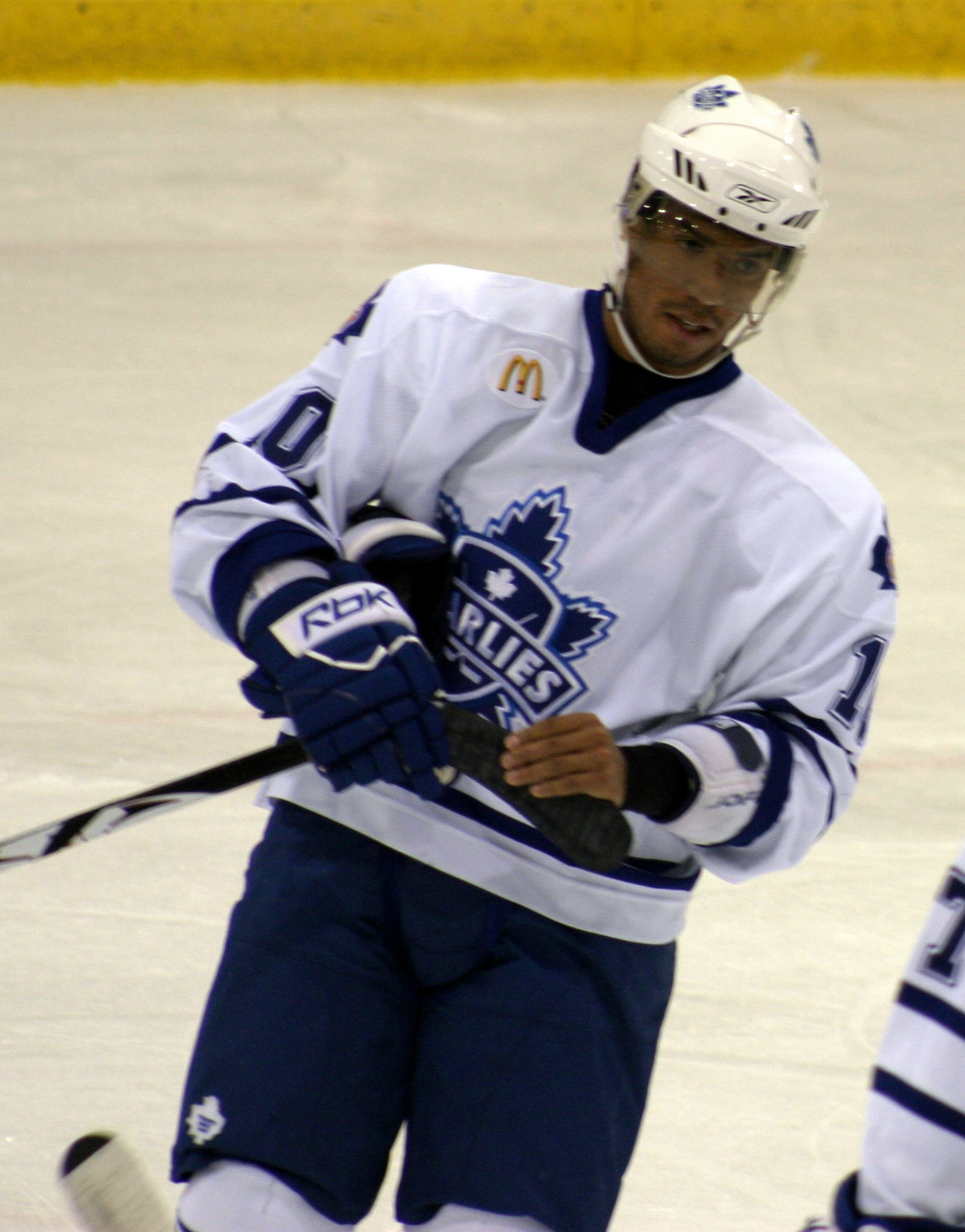
Robbie Earl im Trikot der Toronto Marlies (2007)

Im NHL Entry Draft 2004 wurde er in der sechsten Runde an insgesamt 187. Position von den Toronto Maple Leafs ausgewählt, in den Jahren 2003 bis 2006 spielte Earl jedoch für das Eishockeyteam der University of Wisconsin–Madison aus der National Collegiate Athletic Association. Mit der Mannschaft, in der auch die späteren NHL-Akteure Joe Pavelski, Tom Gilbert und Jack Skille spielten, gewann er 2006 die US-amerikanische College-Meisterschaft. In derselben Saison absolvierte der US-Amerikaner bei den Toronto Marlies, einem Farmteam der Leafs aus der AHL, seine ersten Profispiele. Für die kommenden drei Jahre war er fester Bestandteil des Kaders, erreichte aber in keiner anderen Spielzeit die Play-offs. Am 2. Februar 2008 debütierte Earl schließlich in der NHL. Beim kanadischen Duell zwischen den Leafs und den Ottawa Senators bereitete der vielseitig einsetzbare Stürmer einen Treffer vor. Es folgten acht weitere Einsätze für das Team aus Toronto in der nordamerikanischen Eliteklasse. In der Folgesaison wechselte Earl im Tausch gegen Ryan Hamilton zur Organisation der Minnesota Wild, dort wurde er zunächst im Farmteam bei den Houston Aeros eingesetzt. Nach einer erfolgreichen Saison scheiterten die Aeros erst im Conference-Finale gegen die Manitoba Moose. In der Saison 2009/10 wurde der Stürmer vermehrt für die Wild in der NHL eingesetzt, wobei der gebürtige Chicagoer am 15. November 2009 gegen die Carolina Hurricanes sein erstes von insgesamt sechs Toren in der NHL erzielte.

### Wechsel nach Europa (seit 2011)
Nach einer weiteren Spielzeit in Nordamerika, wo er allerdings größtenteils in der AHL auflief und mit den Aeros das Calder-Cup-Finale erreichte, entschied er sich 2011 für einen Wechsel nach Europa. Nach einem erfolglosen Probetraining beim KHL-Club Dinamo Riga unterzeichnete Earl einen Vertrag beim EC Red Bull Salzburg aus der EBEL. Im Winter lief er zudem leihweise für den HC Davos beim Spengler Cup auf. Nach überzeugenden Leistung im Turnierverlauf wurde er in das All-Star-Team gewählt und gewann mit den Davosern das traditionsreiche Turnier. Durch seine starken Auftritte empfahl Earl sich für ein Engagement in einer qualitativ stärkeren Liga und wurde zur Saison 2012/13 von den Rapperswil-Jona Lakers aus der National League A verpflichtet. In seiner ersten Spielzeit erreichte er mannschaftsintern sowohl die meisten Tore als auch die meisten Vorlagen. Daraufhin wurde sein Vertrag um zwei Jahre verlängert. Trotzdem stellte man ihn in der Folgesaison frei, weil seine Spielphilosophie nicht zu der Neuausrichtung der Rapperswiler passte. Zwei Wochen später vermeldete der Ligakonkurrent EV Zug die Verpflichtung des US-Amerikaners. Zum Ende der Saison 2014/15 fand sich der Stürmer zum dritten Mal in Folge unter den zehn punktbesten Spielern der Hauptrunde wieder. Zudem qualifizierte er sich mit dem EVZ erstmals für die Play-offs der NLA.
In der Saison 2015/16 stand er zunächst beim Färjestad BK in der Svenska Hockeyligan unter Vertrag, ehe er im Januar 2016 beim EHC Biel einen Vertrag für eineinhalb Jahre unterschrieb. Mit den Seeländern beendete er die Saison 2016/17 auf dem achten Rang und qualifizierte sich damit für die Playoffs. Zudem war er mit 39 Punkten der beste Scorer der Mannschaft.
Nach drei Jahren beim EHC Biel entschied er sich im Dezember 2018 für einen Wechsel zu den SCL Tigers, der zur Saison 2019/20 vollzogen wurde. Earl unterschrieb einen Zweijahresvertrag bei den Tigers.

## Spielweise
Robbie Earl sticht durch seine explosive Sprinttechnik hervor, darüber hinaus bestreitet er jedes Spiel mit einer sehr hohen Intensität, trotzdem ist der flexible Stürmer, der auf jeder Offensivposition eingesetzt werden kann, kaum verletzt. Auch neben dem Eis weist Earl eine einwandfreie Arbeitsmoral auf und ist stets ehrgeizig. Nur agiert er während eines Spiels manchmal zu egoistisch und sucht selbst den Torabschluss, anstatt seine Mitspieler einzubinden. Roger Sigg, Geschäftsführer der Rapperswil-Jona Lakers sagt über ihn: „Robbie Earl will Missionen erfüllen, er lebt Eishockey und ist erfolgshungrig. Nicht verbissen, sondern fokussiert und mit einer Freude, die Kräfte freisetzt.“

## Erfolge und Auszeichnungen
- 2006 Gewinn der NCAA-Universitätsmeisterschaft mit der University of Wisconsin
- 2011 European-Trophy-Gewinn mit dem EC Red Bull Salzburg
- 2011 All-Star-Team des Spengler Cup
- 2011 Gewinn des Spengler Cup mit dem HC Davos

## Karrierestatistik

### International
Vertrat die USA bei:
| - U18-Junioren-Weltmeisterschaft 2003 |

(Legende zur Spielerstatistik: Sp oder GP = absolvierte Spiele; T oder G = erzielte Tore; V oder A = erzielte Assists; Pkt oder Pts = erzielte Scorerpunkte; SM oder PIM = erhaltene Strafminuten; +/− = Plus/Minus-Bilanz; PP = erzielte Überzahltore; SH = erzielte Unterzahltore; GW = erzielte Siegtore; 1 Play-downs/Relegation; Kursiv: Statistik nicht vollständig)